# Выборы столицы летних Олимпийских игр 2024 и 2028 годов
13 сентября 2017 года в Лиме (Перу) МОК объявил столицу Олимпиады на своей очередной сессии. Ею стала столица игр 2024 года — Париж, 2028 года — Лос-Анджелес.
31 июля 2017 года власти Лос-Анджелеса и руководство МОК достигли соглашения о проведении в городе Летних Олимпийских игр 2028 года. Ранее Лос-Анджелес, как и Париж, претендовал на проведение Летней Олимпиады 2024 года. Достигнутая договоренность означает, что Олимпийские игры 2024 года пройдут в Париже.

## Календарь
- 15 января 2015 — МОК начинает прием официальных заявок от Национальных олимпийских комитетов
- 15 сентября 2015 — завершение приема официальных заявок
- 7-9 октября 2015 — информационный семинар МОК для городов, подавших официальные заявки
- апрель/май 2016 — исполком МОК выбирает официальные города-кандидаты
- январь 2017 — последний срок представления необходимых документов и гарантийных писем городов-кандидатов/
- февраль/март 2017 — визиты оценочных комиссий МОК в города-кандидаты
- июнь 2017 — публикация отчетов о посещении оценочных комиссий городов-кандидатов
- 13 сентября 2017 — выборы столицы проведения летних Олимпийских игр 2024 и 2028 годов на 130-й сессии МОК в Лиме, Перу[2].

## Результаты голосования
| Кандидаты    | Страна  | 1-й раунд |
| Париж        | Франция | 67        |
| Лос-Анджелес | США     | 56        |

## Кандидаты

### Европа
- Гамбург (Германия). Изначально предлагался Берлин, немецкая столица один раз уже проводила игры и после объединения страны подавала новую заявку, однако тогда потерпела неудачу[3]. Однако в самой Германии у Берлина был конкурент — Гамбург, и немецкому НОКу в борьбе за четвёртые в своей стране игры следовало окончательно определиться[4]. В конце марта 2015 года выбор был сделан в пользу Гамбурга[5]. В апреле 2015 года стало известно, что соревнования по парусному спорту в случае успеха Гамбурга примет Киль (этот город уже принимал яхтсменов во время летних Игр 1936 года в Берлине и 1972 года в Мюнхене). 29 ноября 2015 года на референдуме жители Гамбурга проголосовали против проведения Игр в городе[6].
- Будапешт (Венгрия) — венгерская столица неоднократно пыталась получить право на Игры, однако их всегда постигала неудача. Венгерский олимпийский комитет был настроен очень решительно, и заявил, что в случае неудачи он планирует возобновить попытку через 4 года[7][8]. Однако, в феврале 2017 года заявка Будапешта была снята. Снятие заявки с выборов было связано с тем, что жители страны выступили против проведения Игр. Более 260 тысяч граждан подписали петицию с призывом отказаться от гонки за право проведения турнира[9].

### Северная Америка
- Бостон (США). Хотя в ноябре 2014 года НОК США остановил свой выбор на Бостоне[10], в июле 2015 года стало известно, что Бостон не будет претендовать на проведение Игр 2024 года. Причиной стало то, что идея проведения Игр не находит всеобщей поддержки в городе, как среди жителей, так и среди администрации, а также отношение руководства Олимпийского комитета США, которое было недовольно неполной заинтересованностью Бостона в проведении Игр. И было принято решение подачи заявки от Лос-Анджелеса.

## Планировавшие, но отказавшиеся от подачи заявки

### Азия
- Доха (Катар) — столица Катара в третий раз пытается получить Игры, в последний раз она была среди претендентов. Олимпийские игры ни разу не проходили в этом регионе[11].
- Тайбэй (Тайвань) — столица частично признанного островного государства ранее никогда не конкурировала в борьбе за игры[12]. Позже Администрация спорта Тайваня сказала, что Тайбэй не собирается принимать Олимпиаду.

### Африка
Олимпийские игры ни разу не проходили на этом континенте.
- Найроби (Кения) — столица Кении хочет выставить свою кандидатуру на игры. До этого игры в Африке не проходили[13][14].
- Касабланка (Марокко) — марокканский НОК рассматривал возможность заявки на игры 2024 или 2028 годов[15].
- Дурбан (ЮАР) — южноафриканский город также претендовал на право провести летние Игры в 2024 году. Несколько раз ЮАР пыталась конкурировать за это право, но всё время неудачно[16][17].

### Европа
- Баку (Азербайджан) — столица кавказского государства в третий раз пытается получить право на проведение игр, последний раз этот город также был среди претендентов[18][19].
- Стамбул (Турция) — неоднократно пытался побороться за право провести летние игры, всё время неудачно[20].
- Санкт-Петербург (Россия) — северная столица России неоднократно пыталась конкурировать за право проведения игр. Правда, у неё после успешного проведения Универсиады появился конкурент — Казань. До этого в Ленинграде проходили матчи футбольного олимпийского турнира во время олимпийских игр в 1980 году в Москве. А в мае 2015 года министр спорта России Виталий Мутко заявил, что Россия откажется от проведения олимпиады.
- Рим (Италия). Столица Италии принимала летние Олимпийские игры 1960 года. Рим претендовал на проведение летних Игр 2020 года, но в 2012 году отозвал свою заявку[21]. Кроме Рима в Италии рассматривали кандидатуры Милана и Флоренции. В 2016 году Рим отказался от претенденства на проведение летней Олимпиады в 2024 году. Такое решение приняла мэр Рима Вирджиния Рагги, сообщается что она опасается затрат на проведение такого масштабного мероприятия

### Северная Америка
- Торонто (Канада) — канадский город реально претендовал на игры в очередной раз; последний раз он рассматривался как потенциальный кандидат, но заявку не подал.[22] Однако в самом начале 2014 года финансовый департамент Торонто высказался против проведения игр[23][24].
- Гвадалахара (Мексика) — крупнейший мексиканский город рассматривался как потенциальный кандидат. Один раз игры проходили в мексиканской столице[25]. Но 31 марта 2014 года было сказано, что в городе не хватает инфраструктуры и финансов для проведения игр.